# Street album
Le street album est un format utilisé dans le monde du hip-hop francophone, notamment à partir de la seconde moitié des années 2000. Il est similaire à un album, mais son but est de promouvoir l'album qu'il précède ; il n'a pas forcément de ligne directrice et se base avant tout sur la performance. À la différence de la mixtape, qui est généralement un recueil de faces B, le street album ne comporte en général aucune ou peu de faces B.